# 김관호 (화가)
김관호(金觀鎬, 1890년 11월 1일 ~ 1959년 10월 20일)은 일제강점기의 서양화가이다.

## 생애 및 활동
평양 출신으로, 서울에서 고등보통학교를 졸업하고, 1908년 일본 메이지 학원에 입학하여 2년간 수학하였다. 1911년에는 도쿄미술학교(東京美術學校) 서양화과에 입학, 1916년 동교를 수석으로 졸업하였다. 1916년 제10회 문전(文展)에 작품 〈해질녘〉이 특선함으로써 국내 미술계에 대단한 반향을 일으켰다. 귀국 후 1923년 제2회 선전(鮮展)에 작품 〈호수(湖水)〉를 출품했고 그해 평양에서 소성회 미술연구소를 만들어 후진양성에 힘썼다.
고희동(高羲東)과 함께 한국 서양화 개척자로서 쌍벽을 이루었으며, 도쿄 유학생 가운데 3천재의 한 사람이라고까지 극찬을 받은 바 있으나, 귀국 후 얼마 안 되어 작품에 대한 의욕을 잃고 1927년 화단에 완전히 은퇴하였다. 작품 경향은 프랑스 샤반 풍의 인상주의적인 색채가 짙은 것으로 알려져 있다. 유홍준은 이를 두고 "김관호는 샤반이라는 화가 이름도 몰랐을 것"이라며 <해질녘>은 구로다 세이키 이래 토착화된 일본 인상파 형식을 따른 것이라고 말했다.